# James Moll
James Moll (Allentown, 1963) è un regista, produttore cinematografico e produttore televisivo statunitense.
Attivo quasi esclusivamente nel campo dei documentari e noto soprattutto per il suo impegno nel documentare gli orrori dell'olocausto, nel corso della sua carriera ha vinto svariati premi grazie ai suoi lavori tra cui due Premi Emmy, un Premio Oscar e un Grammy Award.

## Biografia
Moll inizia la sua carriera nei primi anni '90, quando figura fra i produttori della commedia Ma capita tutto a me?. Nel 1994 aderisce all'allora neofondata associazione di Steven Spielberg USC Shoah Foundation, dedicando la sua successiva attività professionale a documentari inerenti alla tematica dell'olocausto. In particolare, in questi anni Moll produce i film TV Survivors of the Holocaust e The Lost Children of Berlin, il primo dei quali gli consente di vincere un Premio Emmy al miglior speciale d'informazione, e dirige il film Gli ultimi giorni, il quale gli permette invece di vincere un Premio Oscar al miglior documentario.
Nei primi anni 2000 produce e/o dirige molte altre opere incentrate sulla tematica dell'olocausto, tra cui Eyes of the Holocaust, A Remarkable Promise e The Four Chaplains: Sacrifice at Sea, fino ad arrivare nel 2006 alla vittoria di un secondo Premio Emmy per l'opera Inheritance, anch'essa incentrata su un aspetto della Seconda Guerra Mondiale. Nel frattempo si dedica anche ad altri progetti, dirigendo fra gli altri un episodio della serie TV Fan Club incentrato su Ricky Martin. Moll continua nel frattempo a collaborare con Steven Spielberg, producendo fra gli altri un cortometraggio diretto da quest'ultimo, A Timeless Call. Negli anni successivi Moll si dedica principalmente ad altre tematiche, talvolta più leggere come nel caso della produzione di un documentario incentrato sulla boyband New Kids on the Block.
Nel 2008 dirige il documentario Running the Sahara, documentario girato in diverse nazioni del continente africano. Nel 2010 dirige il documentario televisivo Murder by Proxy: How America Went Postal, a cui segue la regia del documentario Foo Fighters: Back and Forth, il quale gli consente di vincere un Grammy Award al miglior lungometraggio musicale. Nel corso degli anni successivi continua a dirigere e produrre documentari, alternando diverse tematiche nella sua produzione e ritornando ad occuparsi di olocausto con il cortometraggio del 2015 Auschwitz. Nel 2017 dirige il film documentario Obey Giant, incentrato sulla vita e carriera dell'artista Shepard Fairey.

## Filmografia

### Regista

#### Cinema
- Gli ultimi giorni (1998)
- Price for Peace (2002)
- Inheritance (2006)
- Running the Sahara (2007)
- Foo Fighters: Back and Forth (2011)
- Farmland (2014)
- Auschwitz – Cortometraggio (2015)
- Obey Giant (2017)

#### Televisione
- To Life! America Celebrates Israel's 50th – Speciale TV (1998)
- Fan Club – Serie TV, 1 episodio (2001)
- 2002 ABC World Stunt Awards – Speciale TV (2002)
- Burma Bridge Busters – Film TV (2003)
- The Four Chaplains: Sacrifice at Sea – Film TV (2004)
- Ten Days That Unexpectedly Changed America – Serie TV, 1 episodio (2006)
- P.O.V. – Serie TV, 1 episodio (2008)
- Medal of Honor – Serie TV, 3 episodi (2018)

### Produttore

#### Cinema
- Ma capita tutto a me?, regia di Francis Veber (1992)
- The Lost Children of Berlin, regia di Elizabeth McIntyre (1997)
- A Holocaust szemei, regia di János Szász (2000)
- Price for Peace, regia di James Moll (2002)
- Pamietam, regia di Marcel Lozinski (2002)
- Inheritance, regia di James Moll (2006)
- Running the Sahara, regia di James Moll (2007)
- When I Rise, regia di Mat Hames (2010)
- Murder by Proxy: How America Went Postal, regia di Emil Chiaberi (2010)
- Foo Fighters: Back and Forth, regia di James Moll (2011)
- Always Faithful, regia di Harris Done (2012)
- Farmland, regia di James Moll (2014)
- Living in the Age of Airplanes, regia di Brian J. Terwilliger (2015)
- Mully, regia di Scott Haze (2015)
- Obey Giant, regia di James Moll (2017)

#### Televisione
- Survivors of the Holocaust – Film TV, regia di Allan Holzman (1996)
- Fan Club – Serie TV, 1 episodio (2001)
- 2002 ABC World Stunt Awards – Speciale TV (2002)
- Burma Bridge Busters – Film TV, regia di James Moll (2003)
- The Four Chaplains: Sacrifice at Sea – Film TV, regia di James Moll (2004)
- Ten Days That Unexpectedly Changed America – Serie TV, 1 episodio (2006)
- New Kids on the Block: A Behind the Music Special Event – Film TV, regia di Chris Berkenkamp (2008)
- P.O.V. – Serie TV, 1 episodio (2008)
- Independent Lens – Serie TV, 1 episodio (2011)
- Medal of Honor – Serie TV, 8 episodi (2018)